# Aartsbisdom Bangalore
Het aartsbisdom Bangalore (Latijn: Archidioecesis Bangalorensis) is een rooms-katholiek aartsbisdom met als zetel Bangalore, in India. De aartsbisschop van Bangalore is metropoliet van de kerkprovincie Bangalore, waartoe ook de volgende suffragane bisdommen behoren:
- Belgaum
- Bellary
- Chikmagalur
- Gulbarga
- Karwar
- Mangalore
- Mysore
- Shimoga
- Udupi

## Geschiedenis
Het aartsbisdom werd opgericht op 13 februari 1940, als het bisdom Bangalore, uit delen van het bisdom Mysore. Op 19 september 1953 werd het verheven tot metropolitaan aartsbisdom. 

## Parochies
Het aartsbisdom had in 2020 een oppervlakte van 27.123 km2 en telde 17.776.200 inwoners waarvan 2,2% rooms-katholiek was.

## Ordinarii

### Bisschoppen
- Maurice-Bernard-Benoît-Joseph Despatures (13 februari 1940 - 6 september 1942)

### Aartsbisschoppen
- Thomas Pothacamury (15 oktober 1942 - 11 januari 1968)
- Duraisamy Simon Lourdusamy (11 januari 1968 - 30 april 1971; hulpbisschop sinds 2 juli 1962, coadjutor sinds 9 november 1964; kardinaal in 1985)
- Packiam Arokiaswamy (6 december 1971 - 12 september 1986)
- Alphonsus Mathias (12 september 1986 - 24 maart 1998)
- Ignatius Paul Pinto (10 september 1998 - 22 juli 2004)
- Bernard Blasius Moras (22 juli 2004 - 19 maart 2018)
- Peter Machado (19 maart 2018 - heden)

## Galerij van afbeeldingen

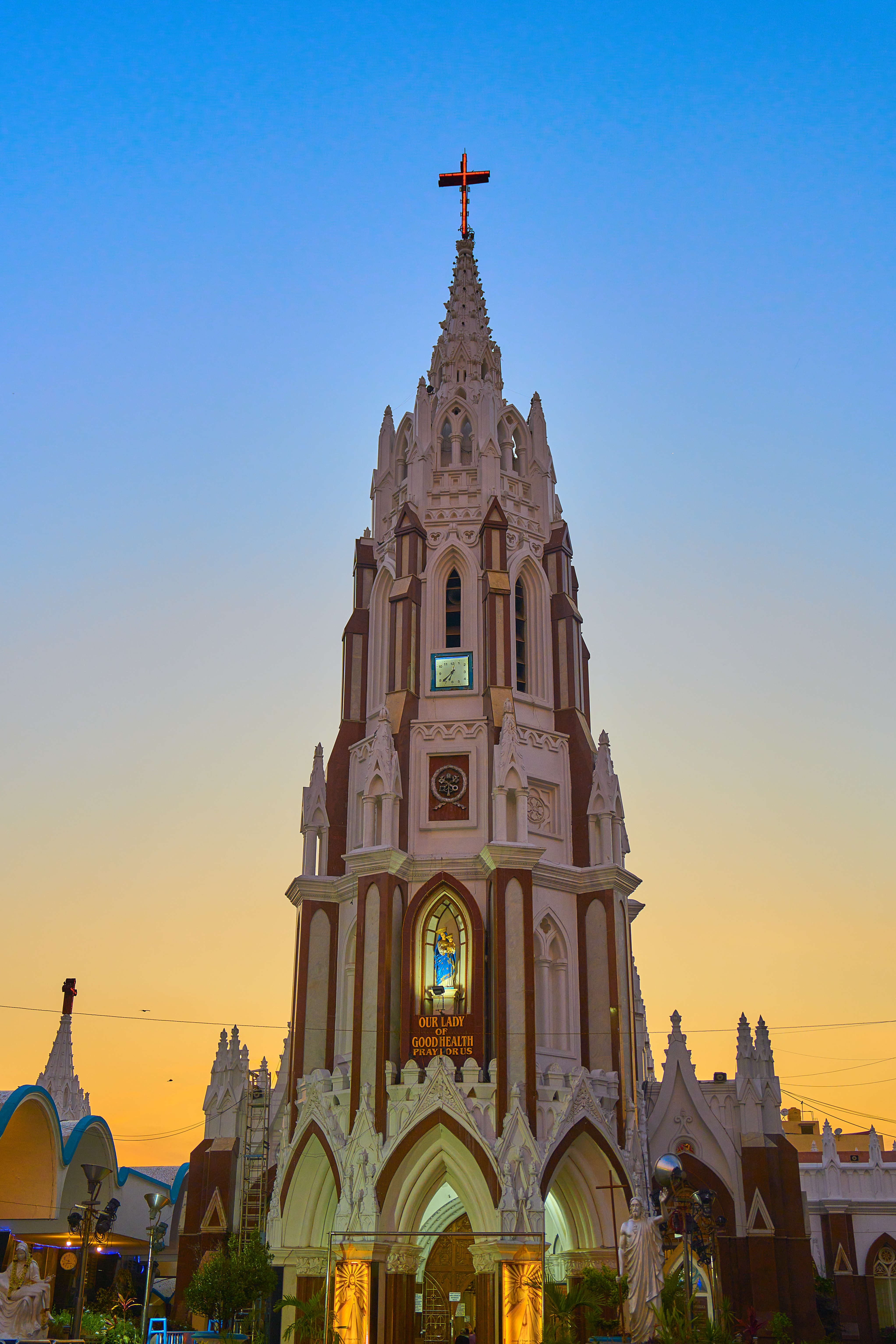
Basiliek Saint Mary in Bangalore
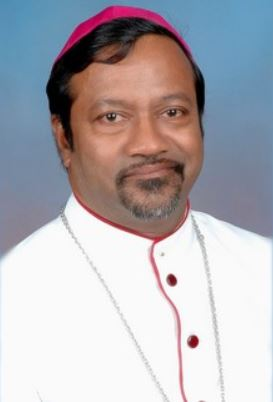
Aartsbisschop Peter Machado (2018-heden)

Bangalore (aartsbisdom) · Belgaum · Bellary · Chikmagalur · Gulbarga · Karwar · Mangalore · Mysore · Shimoga · Udupi